# Face to Face
Face to Face — панк-рок гурт з Каліфорнії, утворений в 1991 році фронтменом Тревором Кітом, бас-гітаристом Метом Рідлом і ударником Робом Куртом. Гурт став відомим завдяки їхньому альбому Big Choice у 1995 році, а також завдяки радіо-хіту «Disconnected», який вперше прозвучав на KROO-FM і з'явився у фільмах «Танкістка» і «Велика подорож»
Колектив офіційно було розформовано у вересні 2004 року, що дозволило учасникам гурту взяти участь у інших проєктах. Протягом цього часу всі учасники гурту грали в ряді проєктів, таких як Legion Doom, Me First and the Gimme Gimmes, The Offspring і Saves the Day. У квітні 2008 року після чотирирічної перерви гурт вперше виступив у Помоні, штат Каліфорнія. З тих пір гурт продовжує виступати і випустив ще три студійні альбоми.

## Історія

### Початок (до 1992)
Історія Face to Face почалася у 1988 році, коли Тревор Кіт (вокал, синтезатор) і Метт Редл (бас-гітара, бек-вокал), які були друзями зі школи (плюс Тодд Атмайр (гітара) і Метт Атмайр (ударні), сформували метал гурт під назвою Victoria Manor, який існував кілька років. Після того, як Victoria Manor був розпущений, Кіт і Редл з барабанщиком Робом Куртом і гітаристом Марком Хаке створили гурт під назвою Zero Tolerance. В цьому складі на початку 1991 року вони записали демо-касету. Пізніше, в 1991 році, гурт вирішив прийняти новий музичний напрям і змінила свою назву на Face to Face. Незабаром після цього гітарист Марк Хаке покинув гурт. Вони продовжували часто грати і швидко стала місцевим фаворитом поряд з такими гуртами, як The Offspring, Guttermouth, Voodoo Glow Skulls та інші. На виставці в Montclair, штат Каліфорнія, в травні 1991 року вони зустріли Білла Пластера з DR.Strange Records який запропонував їм угоду на реліз альбому. Після прийняття пропозиції Пластером в жовтні 1991 року Face to Face увійшли до Westbeach Recorders studio, яка розташова в Голлівуді, штат Каліфорнія, щоб записати пісні для свого першого альбому, Don't Turn Away (1992). Після того, як запис був завершений, гурт зустрів Джима Гудвіна. Гудвін запропонував записати нові пісні гурту безкоштовно, щоб вони увійшли до альбому в серпні 1992 року. Вони записали «Nothing New», «Pastel» і «Disconnected». Ці три пісні врешті ввійшли до альбому Don't Turn Away разом з піснями, записаними у Westbeach recorders.

### Успіх (1993—1997)
У 1993 році після тритижневого туру Німеччиною, який спонсорували Lagwagon, до Face to Face вступив Чад Яро, як додатковий гітарист, і почав писати матеріали для нового альбому. Перед тим, як почати записувати новий матеріал, вони вирішили підписати контракт на записи з новим лейблом Victory Music. Слідом за новим контрактом, Face to Face уклала угоду з продюсером Томом Вілсоном і почала записувати альбом, який став знаний як Big Choice. Після гастролей в 1995 році з такими гуртами, як NOFX, The Mighty Mighty Bosstones і The Offspring, в підтримку альбому Big Choice, бас-гітарист Метт Редл вирішив покинути гурт. Редл продовжував грати в 22 Jacks, Pulley, No Use for a Name і зовсім недавно в The Implants. Його замінив тоді ще невідомий бас-гітарист, Скотт Шіфлетт. Перше шоу Скотта з гуртом відбулось 2 грудня 1995 року в Вікторвільському виставковому комплексі. 1996 року Face to Face почали складати і записувати те, що повинно було стати їх третім альбомом з однойменною назвою. Це був перший запис без Метта Редла, який був партнером Кіта в написанні пісень. У зв'язку з цим, Кіт написав більшість пісень для альбому з деякою допомогою Шіфлетта і Яро. Після виходу альбому в 1997, вони стали хедлайнерами SnoCore Tour і приєднались до Warped Tour.  

### Пізніші роки (1998—2004)
У 1998 році було оголошено, що барабанщик Роб Курт залишає гурт. Щоб закінчити тур, гурт запросив барабанщика Хосе Меделеса. Після того, як тур закінчився, Піт Параду приєднався до гурту. З Параду гурт записав і випустив ще два альбоми (з продюсером Чаді Блінменом), Ignorance is Bliss (1999) і Reactionary (2000). Після виходу Reactionary початковий гітарист Чад Яро покинув гурт, щоб зосередитися на своїй родині. Після від'їзду Яро в Face to Face вирішили зосередитись і почати писати матеріал для свого шостого студійного альбому, How to Ruin Everything, який був виданий на Vagrant Records. 2002 року після виходу в світ How to Ruin Everything, гурт очолив Warped Tour. Восени 2003 року гурт оголосив про тимчасову перерву. Проте, в наступному році, вони оголосили, що їх перерва буде постійною. Вони дали своїм шанувальникам належне прощання з «The Only Goodbye Tour» 2004 року разом з гуртами My Chemical Romance і Seconds to Go, які виступали на Warped Tour в фіналі, в Бостоні.

### Період розпаду (2005—2007)
Після розпаду гурту Кіт активно виступав в гурті Legion of Doom. Шіфлетт працював над власним проєктом Viva Death. Параду замінив бас-гітариста The Offspring Атома Вілларда.

### Повернення (2008–дотепер)
29 січня 2008 року Face to Face оголошено, що гурт возз'єднається для шоу в США і на міжнародному рівні. Пізніше в тому ж році гурт розпочав короткий тур по США з колишнім ударником Uprising Денні Томпсоном, який замінив Піта Параду, який гастролював з The Offspring. Коли Параду вирішив назавжди покинути з The Offspring, Face to Face вже віддали місце постійного ударника Денні Томпсону. В кінці 2008 року гурт записав три нові альбоми і гастролювали.
У вересні 2015 року було оголошено, що гурт підписав контракт з Fat Wreck Chords і попрямувала до Blasting Room in Ft. Collins, CO, щоб почати запис нового альбому. Цей альбом вийшов 4 березня 2016 року і мав назву Protection.

## Учасники гурту
Поточні учасники
- Кіт Тревор — вокал, гітара (1991-сьогодні)
- Скот Шіфлетт — ударні, вокал (1996-сьогодні)
- Деніс Гілл — гітара, вокал (2009—2014[увійшов], 2015-сьогодні)
- Денні Томпсон — ударні (2008-сьогодні)

Колишні учасники
- Чад Яро — гітара, вокал (1994—2004, 2008—2014)
- Піт Параду — ударні (1998—2004)
- Метт Рідл — ударні, вокал (1991—1996)
- Роб Курт — ударні, вокал (1991—1997)

## Дискографія
- Don't Turn Away (1992)
- Big Choice (1995)
- Face to Face (1996)
- Ignorance is Bliss (1999)
- Standards & Practices (1999) (Перевиданий у 2001)
- Reactionary (2000)
- How to Ruin Everything (2002)
- Laugh Now, Laugh Later (2011)
- Three Chords and a Half Truth (2013)
- Protection (2016)